# Enrico Arlotta
Enrico Arlotta (Portici, 11 settembre 1851 – Napoli, 14 novembre 1933) è stato un politico italiano.
È stato ministro delle finanze nel II governo Sonnino e ministro senza portafoglio, e successivamente ministro dei trasporti marittimi e ferroviari, nel governo Boselli.
Nel 1901 presiedette il comitato promotore per creazione della Federazione Italiana di Scherma

## Biografia
Nato da un'agiata famiglia dell'alta borghesia napoletana, figlio di Francesco Arlotta e Raffaella Pasca, dei baroni di Magliano, Enrico Arlotta si dedicò dapprima alle attività economiche, lavorando per la ditta commerciale Minasi e Arlotta; successivamente entrò in politica, militando nelle file della Destra. Dapprima partecipò alla vita politica dell'amministrazione comunale di Napoli, divenendo assessore ai Lavori Pubblici nell'amministrazione del sindaco Nicola Amore: in questa carica si dedicò, dopo l'epidemia di colera del 1884 che aveva investito la città, al risanamento dei quartieri malsani napoletani.
Direttore generale del Banco di Napoli dal 1895 al 1897, riuscì ad attuare il riassestamento dell'istituto bancario. Infine, Arlotta si candidò per le elezioni politiche del 1897, sempre nelle file della Destra, venendo eletto per il terzo collegio di Napoli, che rappresentò successivamente fino al 1919, schierandosi tra i sostenitori di Francesco Crispi e, successivamente, di Sidney Sonnino. Alla Camera dei deputati il parlamentare italiano fu sempre incaricato di presentare i bilanci annuali della Marina militare, e, pur sostenendo il ministro della marina Giovanni Bettolo, riconobbe che la sua azione politica favoriva, contro l'interesse dell'erario, gli interessi di alcuni speculatori privati, come le acciaierie di Terni.
Grazie alla sua relazione, menzionata nel preventivo di spesa per il bilancio della Marina del periodo 1903 - 1904, presentata alla Camera il 9 maggio 1903, il socialista Enrico Ferri, dalle colonne del quotidiano Avanti, incominciò una violenta campagna contro l'operato del ministro Bettolo, che condusse all'istituzione di una commissione di inchiesta parlamentare per valutare la politica del ministero. Arlotta però non volle votare la sfiducia contro il ministro, e anzi, difese vigorosamente Bettolo e appoggiò la maggioranza giolittiana che, per soffocare lo scandalo, fece votare in tutta fretta, il 4 luglio 1906, un ordine del giorno per l'approvazione governativa alla politica navale, chiudendo definitivamente ogni discussione e accertamento delle responsabilità.
Nel dicembre del 1909 Arlotta entrò come ministro delle Finanze nel II governo Sonnino. Deciso interventista, allo scoppio della prima guerra mondiale il politico italiano si pronunciò a favore dell'entrata in guerra dell'Italia, sostenendo con il gruppo dei deputati liberali di Destra la necessità della neutralità al fine di migliorare le condizioni dell'esercito italiano. Nel dicembre 1914 Arlotta si schierò a fianco del Governo Salandra, mentre nel maggio successivo fu membro della commissione per lo studio del disegno di legge che attribuiva al gabinetto ministeriale i pieni poteri. Nel giugno del 1916, caduto il governo Salandra, il politico napoletano fu nominato ministro dei Trasporti marittimi e ferroviari nel governo Boselli: in questa veste fu il responsabile dei rifornimenti di uomini e mezzi per le truppe italiane durante la decima battaglia dell'Isonzo e l'offensiva dell'Ortigara. Nello stesso periodo Arlotta fece parte della missione italiana, voluta da Ferdinando di Savoia, che si recò a Washington per chiedere agli Stati Uniti di allacciare rapporti di rifornimenti marittimi. Dimessosi in giugno per la parziale crisi del ministero, fu nominato ministro senza portafogli, tenendo tale dicastero fino alla definitiva caduta dell'esecutivo, nell'ottobre successivo. Il 10 dicembre Arlotta partecipò alla riunione costitutiva del "Fascio parlamentare di difesa nazionale", che sosteneva la guerra ad oltranza. Nominato senatore il 16 ottobre 1919, in Senato si occupò prevalentemente di problemi marittimi e ferroviari. Morì infine a Napoli (nel palazzo avito) il 14 novembre 1933, a 82 anni. Gli sono state intitolate una strada nella natia Portici e un'altra a Napoli nel quartiere di Fuorigrotta.